# Jakum
Jakum (hebrejsky יָקוּם, v oficiálním přepisu do angličtiny Yaqum, přepisováno též Yakum) je vesnice typu kibuc v Izraeli, v Centrálním distriktu, v Oblastní radě Chof ha-Šaron.

## Geografie
Leží v nadmořské výšce 18 metrů v hustě osídlené a zemědělsky intenzivně využívané pobřežní nížině, respektive Šaronské planině. Severně od obce prochází vádí Nachal Poleg, do kterého podél východní strany vesnice přitéká od jihu vádí Nachal Rišpon.
Obec se nachází 1 kilometr od břehu Středozemního moře, cca 18 kilometrů severoseverovýchodně od centra Tel Avivu, cca 65 kilometrů jihojihozápadně od centra Haify a 7 kilometrů severně od města Herzlija. Jakum obývají Židé, přičemž osídlení v tomto regionu je etnicky převážně židovské.
Jakum je na dopravní síť napojen pomocí dálnice číslo 2.

## Dějiny
Jakum byl založen v roce 1947. Už roku 1938 se ale ve městě Chadera zformovala přípravná osadnická skupina složená z Židů z Německa, jejíž pracovní název zněl Kibuc Erec Jisra'el Dalet. V následujících letech se k ní připojili další židovští imigranti z Německa, Maďarska a Polska. Teprve v roce 1947 se trvale usadili v nynější lokalitě (tehdy nazývané Vádí Falik - nynější Nachal Poleg). Kibuc byl pojmenován Jakum, podle biblického citátu („Povstane“). Osadníkům se název nelíbil, ale jejich protest vládní výbor pro pojmenování 30. března 1949 zamítl. V době před vznikem státu Izrael (před rokem 1948) ve vesnici fungovala ilegální dílna na výrobu zbraní (samopaly Sten).
V době vzniku kibucu ještě 1 kilometr severozápadně od něj stávala arabská osada Chirbet al-Zababida. Obýval ji beduínský kmen al-Nusajrat. Během války za nezávislost v roce 1948 tu arabské osídlení skončilo a zástavba vesnice pak byla s výjimkou čtyř domů zbořena.
Před rokem 1949 měl Jakum rozlohu katastrálního území 1400 dunamů (1,4 kilometru čtverečního). V prvních letech prožíval kibuc ekonomické těžkosti. Až do roku 1964 bylo výlučným zdrojem příjmů jeho členů zemědělství (hlavně pěstování pomerančů a produkce mléka, později pěstování avokáda), pak byla založena továrna na plasty. Roku 1954 byla ve vesnici otevřena budova společné jídelny. V roce 1966 byl otevřen plavecký bazén, roku 1969 poštovní úřad.
Roku 1986 bylo zrušeno oddělené ubytování dětí a rodičů. Od roku 1992 pak započal proces privatizace, při kterém se komunita vzdala většiny prvků kolektivismu.
V prostoru vesnice byly odhaleny archeologické nálezy. Místní ekonomika je založena na zemědělství (skleníkové hospodářství), průmyslu (firma na obaly Plasiv a filmová produkční společnost). Na jihu obce je obchodní zóna s kancelářskými budovami k pronájmu.

## Demografie
Podle údajů z roku 2014 tvořili naprostou většinu obyvatel v Jakum Židé (včetně statistické kategorie "ostatní", která zahrnuje nearabské obyvatele židovského původu ale bez formální příslušnosti k židovskému náboženství).
Jde o menší sídlo vesnického typu s dlouhodobě rostoucí populací. K 31. prosinci 2014 zde žilo 691 lidí. Během roku 2014 populace stoupla o 2,3 %.
| Rok            | 1948 | 1961 | 1972 | 1983 | 1995 | 2001 | 2003 | 2004 | 2005 | 2006 | 2007 | 2008 | 2009 | 2010 | 2011 | 2012 | 2013 | 2014 |
| -------------- | ---- | ---- | ---- | ---- | ---- | ---- | ---- | ---- | ---- | ---- | ---- | ---- | ---- | ---- | ---- | ---- | ---- | ---- |
| Počet obyvatel | 221  | 380  | 331  | 434  | 522  | 523  | 535  | 537  | 546  | 555  | 570  | 580  | 638  | 646  | 667  | 666  | 675  | 691  |